# Karl Kaser
Karl Kaser (Pischelsdorf in der Steiermark, Štajerska, 1954. – Piran, 11. travnja 2022.), bio je austrijski povjesničar. Prvenstveno se bavio historijskom antropologijom. Bio je profesor na Sveučilištu u Grazu, Austrija.

## Životopis
Povijest i slavistiku studirao je na Gradačkome sveučilištu (1974. – 1980.). Doktorirao je 1980. godine s disertacijom Politika srpskih političkih skupina i stranaka u Bosni i Hercegovini (1903. – 1914.). Za hrvatsku povijest značajan je jer je napisao nekoliko knjiga (Slobodan seljak i vojnik, I i II, 1997.; Popis Like i Krbave 1712. godine: obitelj, zemljišni posjed i etničnost u jugozapadnoj Hrvatskoj, 2003.). 

## Ostalo
Aktivno je govorio hrvatski jezik.

## Vanjske poveznice
- Karl Kaser, Hannes Grandits i Siegfried Gruber, Popis Like i Krbave 1712. godine: obitelj, zemljišni posjed i etničnost u jugozapadnoj Hrvatskoj, SKD Prosvjeta, Zagreb, 2003.